# Чанцово
Чанцово — деревня в Смоленской области России, в Глинковском районе. Население — 14 жителей (2007 год). Расположена в центральной части области в 10 км к северу от села Глинка, в 16 км южнее автодороги Р134 «Старая Смоленская дорога» Смоленск — Дорогобуж — Вязьма — Зубцов, в 21 км западнее автодороги Р137 Сафоново — Рославль. Входит в состав Ромодановского сельского поселения.

## История
В годы Великой Отечественной войны деревня была оккупирована гитлеровскими войсками в июле 1941 года, освобождена в ходе Ельнинско-Дорогобужской операции в 1943 году.

## Экономика
Охотохозяйство «Гринлайт».